# Романовка (Давлекановский район)
Романовка (баш. Романовка) — деревня в Давлекановском районе Республики Башкортостан Российской Федерации. Входит в состав Алгинского сельсовета.

## География

### Географическое положение
Расстояние до:
- районного центра (Давлеканово): 23 км,
- ближайшей ж/д станции (Давлеканово): 23 км.

## Население
| 2002 | 2009 | 2010 |
| ---- | ---- | ---- |
| 267  | ↗268 | ↗273 |

Согласно переписи 2002 года, преобладающая национальность — русские (67 %).